# Yuan Wan
Yuan Wan (Eberswalde, Brandenburg, 23 mei 1997) is een Duits professioneel tafeltennisster. Zij speelt rechtshandig met de shakehandgreep. Wan is haar achternaam.

## Belangrijkste resultaten
- Zilver met het team op de Europese kampioenschappen 2017.